# Cannabis en España

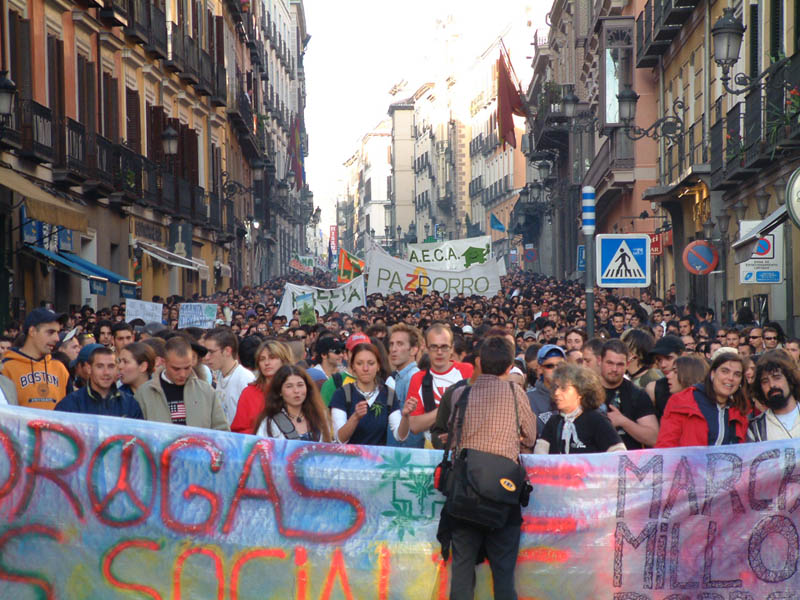
Manifestación en Madrid por la legalización del cannabis (mayo de 2004)

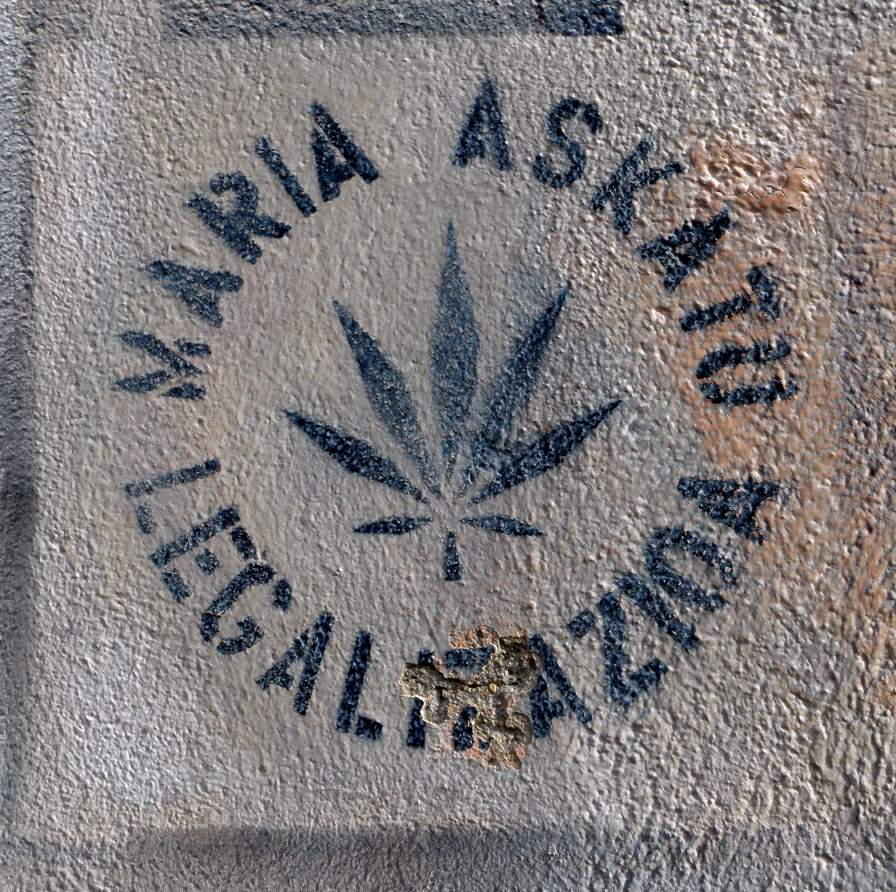
Grafiti en Vitoria: Maria Askatu Legalizazioa (en euskera, «legalización de la maría»)

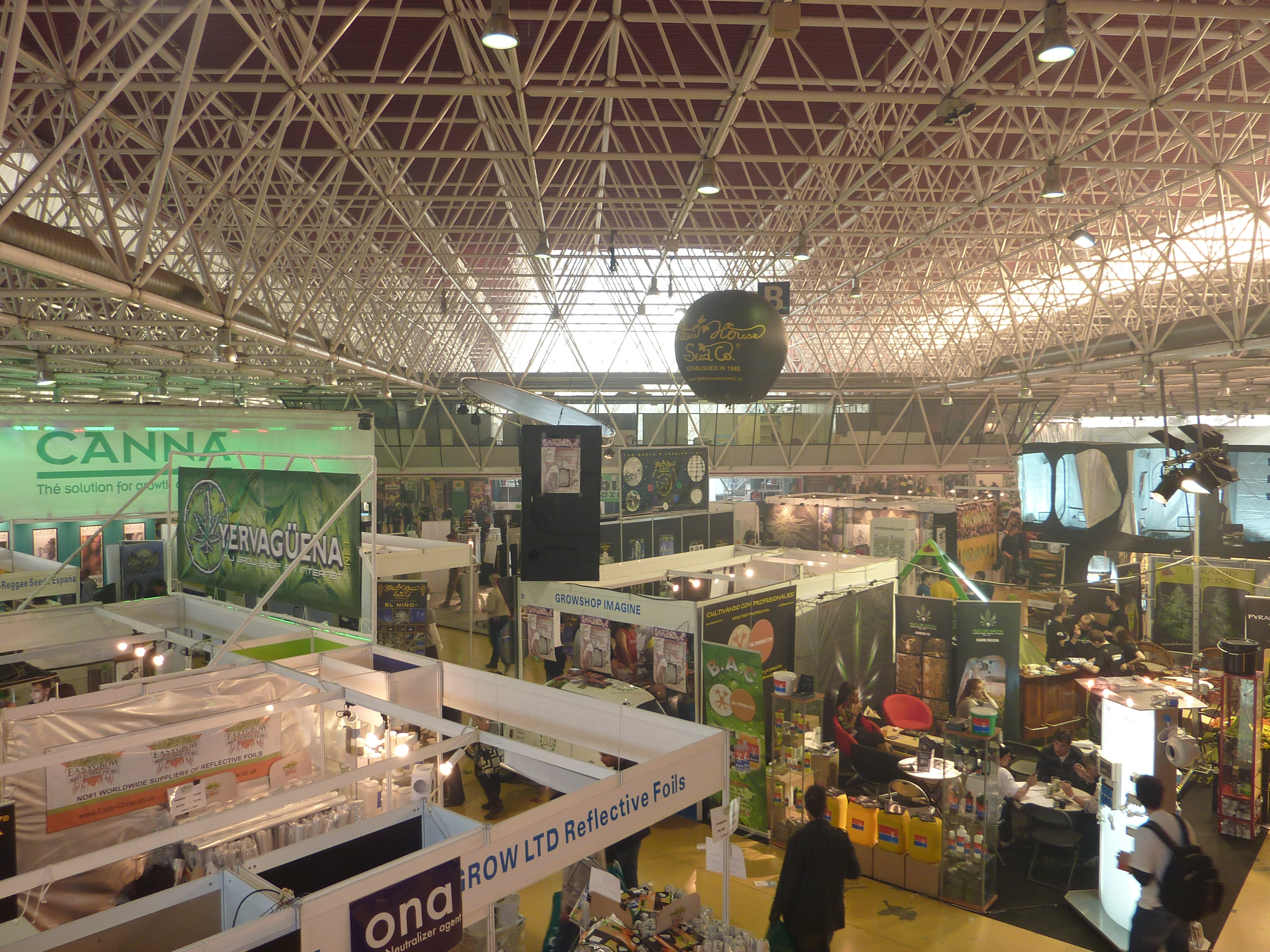
Feria anual de la marihuana Spannabis (Cornellá de Llobregat, 2014)

El cannabis es un género de planta autóctono en España, hoy fiscalizado legalmente.
Ilegal para fines comerciales (de lucro), su posesión y uso están descriminalizados para fines personales, así como para otros fines que no sean su compraventa. Asimismo, existe un régimen legal paralelo para usos industriales de algunas variedades, referidas como cáñamo industrial. Finalmente, existen dos fármaco de cannabis legales en España, el nabiximols (o Sativex®) y el cannabidiol (Epidyolex®), un analgésico para los dolores provocados por la esclerosis múltiple.

## Historia

### Prehistoria: llegada del cannabis en la península
Fuentes arqueológicas atestan de la presencia de cannabis en la península ibérica y el resto del arco Mediterráneo desde la edad de bronce. En un estudio completo sobre la llegada y dispersión de Cannabis en la península, se encontró que:
Los primeros registros dispersos de este tipo de polen datan del Paleolítico Medio y Superior [150 000-12 000 años antes del presente] y habrían entrado en la PI por vías marítimas mediterráneas o terrestres continentales, o ambas. Una primera ráfaga de introducciones, probablemente en forma cultivada, se habría producido durante el Neolítico [7000-5000 años antes del presente] utilizando vías similares.
Durante la antigüedad, el cannabis empezó a discutirse como alimento y medicamento, con base en los textos de autores clásicos como Galeno, Dioscórides, y Mesue.

### Al-Ándalus: incremento y mejoras de la producción de cannabis en la península
Tras la conquista musulmana de la península ibérica, se introdujeron más conocimientos de la planta y mejoras en técnicas de cultivo del cannabis en España. Los árabes trajeron conocimientos adicionales sobre la planta, originarios de Asia meridional (Persia e India) y extendieron una cultura cannábica aprovechando todos los usos de la planta (fibra, semillas, y partes psicoactivas tanto para medicina como para usos lúdicos) en Al-Ándalus.
La planta se conocía bajo el nombre "sedenegi" (o šedenegi, šahdānaŷ y otras formas), palabra de origen persa que significa «el rey de las semillas». Se usaban también otros nombres de formas mozárabes como aixís, al-hachicha, alhaxis, alhaxina, al-quinnab, al-qinnab al-barrī, qinnab al-barrīyya, al-qinnab al-hindī, al-qinnab al-bustānī, al-qinnam, alquînnam, al-qunaynaba, axix, banq, banhy, linho alcanave, qinnab rūmī, quinnam, waraq al-sahdanay, zarréat quîuam, etc.
Alrededor del 1150 se establecen molinos de cáñamo en Játiva (Valencia). De hecho la cultura del cáñamo ha permanecido viva hasta nuestros días en Callosa del Segura (Alicante).
En los siglos X y XI el consumo de cannabis fumado en pipa (sebse) era normal en Al-Ándalus. Esta fue la conclusión tras el estudio de varias pipas procedentes de Medina Azahara y de la Alcazaba de Badajoz. Se han descubierto pipas en yacimientos datados en esa época, en Zaragoza y Córdoba, cuando aún no se conocía el tabaco en Europa.

### Reconquista: continuación de los cultivos
Los cultivos y el uso del cáñamo continuaron tras la Reconquista, documentándose usos industriales, alimenticios, médicos y lúdicos. Por ejemplo, en 1664, Pere Pau Pereda testificaba de la importancia de los cultivos de cáñamo en el noreste de la península, mencionando la presencia bien-establecida de cultivos en Alcañiz, Alcarrás, Hospitalet del Infante, Játiva, Requena, Tarragona, Utiel y Vilanova.

### SiglosXIXyXX: de la expansión a la prohibición
Es en las Ordenanzas de Farmacia de 1860 que el "haschish" apareció por primera vez en la legislación española, siendo España en primer país a ubicar el cannabis en la lista de sustancias medicinales sometidas a un monitoreo de la administración. No obstante, hasta el año 1918, el cannabis (extractos, tintura, y cogollos) se vendía en farmacias sin la necesidad de presentar una receta de facultativo. Entre 1918 y el final de la guerra civil, los medicamentos de cannabis fueron acsesibles con receta normal (es decir, sin el requisito de un recetario especial de estupefacientes que era necesario para opio, cocaína, o derivados).
El primer dispositivo completo de fiscalización de cannabis en España aparece bajo la dictadura de Miguel Primo de Rivera en 1929, con la aprobación de la ley estableciendo la "Restricción de Estupefacientes" tras la firma por España de la Segunda Convención Internacional del Opio en 1925.Finalmente, España se sumó a la Convención Única sobre Estupefacientes de 1961 en Nueva York, prohibiendo desde entonces el uso recreativo y medicinal del cannabis.

#### El protectorado de Marruecos
La presencia española en el Magreb se haría notar ya en el siglo XIX, sin embargo fue en 1912, tras el tratado franco-español de Fez, que España ocuparía militarmente el norte de Marruecos. Allí los tercios de la legión probarían la marihuana en forma de kif y hachís, y llamarían grifa. A partir de entonces, incluso durante el franquismo, se daría un incesante tráfico desde Marruecos, que perdura hasta la actualidad.

## Usos lúdicos

Legalidad del cannabis en Europa
Legal para uso recreativo
Legal para uso medicinal
Ilegal

### Legalidad
Se trata de la droga ilegal más consumida en España; en el informe EDADES de 2017, un 9.1% de los encuestados entre 15 y 64 años dijo haber fumado cannabis en los últimos 12 meses, y un 1.9% lo fumaba diario, siendo en su mayoría hombres (70%) y la media de edad ~34 años; El 35% de los encuestados dijo haber probado alguna vez esta droga. Existe una fuerte tolerancia social con la marihuana; en una encuesta del CIS de 2018, un 84% de los encuestados estaba a favor del cannabis medicinal, y un 47% a favor de ambos, medicinal y recreativo (el 41% lo rechazó). En el informe europeo ESPAD 2019, el 23% de los estudiantes españoles dijo haber probado la marihuana alguna vez en su vida. El 12% consumió en los últimos 30 días, siendo el tercer país de la UE en el ranking, tras Italia y Francia (media europea 15%).
El «cultivo, elaboración, tráfico y posesión ilícita», así como «las actividades que promuevan, favorezcan o faciliten el consumo de drogas tóxicas, estupefacientes y sustancias psicotrópicas» están castigados por el artículo 368 del Código Penal. No se considera delito el consumo, la posesión y el cultivo de cannabis siempre que sea para el propio consumo y no esté destinado al narcotráfico (máx. 10 kg). Sí se considera una infracción grave el consumo en el espacio público, que conlleva la incautación y una multa que varía de los 601€ a los 30.000€. La ley española no diferencia entre el uso medicinal y el uso recreativo.
Sin embargo, la situación legal del cannabis varía dependiendo de la comunidad autónoma. Por ejemplo, en la Comunidad Valenciana, las Cortes aprobaron la legalización controlada del cannabis en junio de 2018. Mientras, en Cataluña se da desde 1993 una situación de semilegalización, ya que se emiten licencias que permiten cultivar hasta 150 kg anuales de cannabis en clubes (associacions) privados, y a sus miembros el consumo de hasta 60 g mensuales (mayores de 21 años).
En definitiva, la situación legal del cannabis en España se encuentra en revisión desde hace unos años. También desde los años 90 se ha acrecentado la investigación médica de los cannabinoides, su capacidad de interactuar con el sistema endocannabinoide recientemente descubierto, principalmente por las posibilidades de modular la respuesta del sistema inmunitario a través de ciertos receptores situados en la membrana de los linfocitos. Paralelamente existe un auge en el desarrollo y la comercialización de la marihuana y sus derivados, como el hachís, el kif, el aceite de cannabis o los comestibles de cannabis, así como de ferias dedicadas a estos productos, como la feria anual Spannabis.
Existen muchos puntos de venta de artículos para el cannabis, en España se permite la venta de semillas de manera ornamental o de coleccionismo y cada vez son más los grow shop que se animan a vender productos para el autocultivo del cannabis.

#### Disposiciones legislativas
El artículo 368 del Código Penal prohíbe cualquier forma de negocio o narcotráfico así como el cultivo y la elaboración de drogas o estupefacientes, ya que suponen un delito contra la salud pública, con penas de prisión que pueden ir de uno a seis años y multa dependiendo de las circunstancias en que se cometa.
Fuera de estos casos, la posesión de drogas para uso propio no está penada, pero el artículo 36 de la Ley Orgánica 4/2015, de protección de la seguridad ciudadana castiga como infracción administrativa grave (con multas de 601 a 30 000 euros) también la tenencia ilícita cuando se produce en espacios públicos y asimismo el traslado de personas para ese fin, la plantación y el cultivo en público y la tolerancia de su consumo por parte de propietarios, administradores y encargados de locales y establecimientos, cuando no supongan delito.
La disposición adicional quinta abre la posibilidad de la suspensión de las sanciones dinerarias en materia de consumo de drogas siempre que el infractor sea menor de edad y solicite y se comprometa a seguir tratamiento o rehabilitación al efecto.

### Política favorable
En la historia reciente de España (la etapa democrática) se han registrado casos de grupos políticos aislados que han defendido la total legalización de la marihuana. Por ejemplo, Izquierda Unida. Sin embargo, no fue hasta 2015, cuando dos partidos políticos españoles, Unidas Podemos y Ciudadanos propusieron una revisión de la Ley Orgánica de protección de la seguridad ciudadana.

### Cultura cannábica
El consumo de cannabis en España tuvo su aparición en la etapa post-franquista (años 70-80), cuando llega la democracia y el país se abre al mundo. Llegan las nuevas ideas hippies y contraculturales que estaban candentes en otros países occidentales (como el movimiento Mayo del 68 en Francia o el movimiento pacifista juvenil de EE. UU. y Reino Unido). El cannabis era traído principalmente desde Marruecos en forma de hachís, y en un principio solo se extendió entre las clases marginales (mercheros, la España «cañí»). No fue hasta mediados de los años 80, cuando eclosionó un movimiento contracultural en Madrid (la Movida) que el consumo de hachís se hizo visible en las clases populares. 
Fue común la expresión «bajarse al moro», refiriéndose a viajar a Marruecos para traficar con hachís. La obra de teatro Bajarse al moro (1985) de José Luis Alonso de Santos trata este asunto. Los traficantes de hachís eran llamados coloquialmente «camellos», pues se les abultaba la ropa cuando escondían la droga en su cuerpo. El hachís o «chocolate» de mala calidad era llamado «jaravaca» (del árabe خربقة jarbaqa 'cosa muy mala') que en España se tradujo como «caca de vaca», expresión que se sigue utilizando con el mismo sentido. En cambio, el hachís de buena calidad era llamado «guays»  (كويس kuayyis 'bueno' o 'bonito'), aunque por interferencia del andaluz, donde se omiten las -s finales, quedó en «guay».
La expresión «guay» se sigue usando coloquialmente en España para referirse a algo 'bueno', que 'está bien'.
Una de las publicaciones más conocidas sobre cannabis es la Revista Cáñamo, fundada en 1997.

#### Asociaciones cannábicas (Cannabis Social Club)
El modelo de asociación cannábica, conocido en el resto del mundo como "cannabis social club" (CSC) nació en España en los años 1990. La primera asociación legalmente fundada fue la Asociación Ramón Santos de Estudios sobre el Cannabis (ARSEC).
La ENCOD (Coalición Europea para políticas de drogas justas y eficazes) considera que otros países deberían tomar por modelo los clubs españoles de cannabis. Es lo que hizo poco después Bélgica de que vio nacer a la primera asociación de cultivadores de cannabis. Así como en España, la posesión de cannabis para uso personal es legal. En 2020, se documentaban CSC en al menos 13 países de la Unión Europea.
Los CSC entraron en la ley en varios países, como Uruguay (2013), Malta (2021 quien legalizó las asociaciones cannábicas bajo el nombre de "Asociaciones para la Reducción de Daños del Cannabis"), Suiza (en 2023 inició un experimento con 21 CSC en el cantón de Zürich), y Alemania (2024). En España, varias comunidades autónomas intentaron regular las asociaciones cannábicas, sin lograrlo. En 2017, el Parlamento de Cataluña aprobó "La Rosa Verda", una ley regulando los CSCs, que fue revocada por el Tribunal Constitucional un año después.

### Tolerancia social
En la encuesta EDADES del Ministerio de Sanidad de 2017, un 66'1% de la población pensaba que «el consumo de marihuana una vez al mes o menos puede producir muchos/bastantes problemas», siendo el menor porcentaje entre todo el resto de drogas, solo por detrás de los antidepresivos (62'1%) y «5/6 copas de alcohol en fin de semana» (49'1%), y muy por debajo de «5/6 copas de alcohol entresemana» (90'9%), el tabaco (93%), el MDMA (96'5%), la cocaína (97%), o los alucinógenos (97.8%).

## Usos terapéuticos
Según el Observatorio Español del Cannabis Medicinal, había en 2018 entre 50 000 y 100 000 consumidores de cannabis medicinal en España.

### Evolución histórica

#### Años 1990: inicios
A finales de los años 1990, empezó a crecer en España el movimiento asociativo a fin de reivindicar la despenalización del cannabis. En diciembre de 1999, el gobierno de la comunidad autónoma de Andalucía anunció la autorización para la investigación sobre los efectos terapéuticos del cannabis entre pacientes de sida, cáncer o asma.

#### 1999: primer consumidor de cannabis medicinal
En diciembre de 1999, por primera vez, un tribunal español admite el cannabis como utilización terapéutica. En efecto, Roland H. lo detienen en julio de 1999 en el aeropuerto de Barcelona en posesión de dos kilogramos de hachís luego fue penado por la juez Araceli Aiguaviva. Mientras que los tribunales españoles consideraban que una posesión de más de un kilogramo se consideraba tráfico de droga, está admitido en el juicio que el acusado no tenía ninguna intención de vender el producto sino que la utilizaba con el fin de contrarrestar los efectos secundarios de una terapia del cáncer. La juez añadió por otro lado: «hay numerosas pruebas científicas que muestran que el hachís puede tener efectos positivos entre las personas que tienen cáncer (...) Es para luchar contra los efectos secundarios de la quimioterapia, como vómitos, vértigos y malestares». El acusado inmediatamente fue liberado después de que este juicio lo considerara como reseña histórica.
La opinión pública española parece volverse poco a poco favorable para una modificación de las leyes que concierne al uso terapéutico de este producto. Por ejemplo, en abril de 2000, un sondeo mostraba que 2/3 españoles estaban a favor del acceso terapéutico del cannabis para las personas enfermas mientras que el solamente el 6 % se oponían
Durante este tiempo, la comunidad científica deseosa de hacer investigaciones más amplias en este campo parece tener dificultades financieras. Un grupo de investigadores de la Universidad Complutense de Madrid no pudo llevar a buen término sus búsquedas sobre la eficacia del THC (principal sustancia psicotrópica contenida en el cannabis) contra un tipo mortal de tumor cerebral. En efecto al principio del mismo año, el equipo de investigadores españoles liderado por el doctor Manuel Guzmán mostró que el THC inducía una regresión notable del efecto del tumor estudiado sobre ratas de laboratorio. El equipo de investigadores trató de obtener en vano una ayuda financiera para llevar ensayos clínicos en casa del doctor
En febrero de 2001 la sociedad Celltech Pharma, especializada en biotecnologías, anuncia que tiene la intención de introducir el Nabilone, medicina fabricada a partir de THC sintético, sobre el mercado farmacéutico español. Este día, el nabilone es utilizado solo por hospitales y es muy costoso (20 cápsulas cuestan cerca de 130€). El registro nacional de esta medicina permitiría según Celltech bajar el 20% del precio
Bajo el impulso de Àgata, una asociación catalana que ayuda a los enfermos de cáncer de mama intenta que haya un acceso legal al cannabis para los enfermos que sufren efectos secundarios de quimioterapias, todos los partidos políticos de Cataluña así como el Consejo Catalán para la Salud dejaron una demanda cerca del gobierno español. Un representante de Àgata declara después haber encontrado en el Instituto Catalán del Cáncer y diferentes hospitales públicos de Cataluña dónde «La inmensa mayoría de los médicos son conscientes de los efectos del cannabis y no se oponen a su consumo, si los pacientes lo hacen con un uso personal». Mientras que hasta este día la venta de marihuana está prohibida en España (recreativa o terapéutica) pero el uso personal es aceptado, Àgata intenta hacer presión sobre las fuerzas política con el fin de que la venta también se legalice y de evitar que «el uso terapéutico sea el privilegio de mujeres informadas, pero más bien que el progreso terapéutico sea accesible para todos»

#### 2001: el parlamento catalán aprueba el uso terapéutico del cannabis
Poco después, por primera vez en España, un parlamento aprobó el uso terapéutico del cannabis. Efectivamente en la reunión parlamentaria del 25 de abril, el parlamento de Cataluña unánimemente decidió pedirle al gobierno central de Madrid legalizar el uso terapéutico del cannabis. La resolución del parlamento precisa que se debería «tomar todas las medidas administrativas necesarias para autorizar el uso terapéutico del cannabis», además añade que las propiedades medicinales del cannabis «son conocidas desde hace millares de años» y que varios estudios científicos mostraron beneficios en varias enfermedades entre las que están el cáncer, la esclerosis múltiple y la epilepsia.
La decisión del parlamento fue unánime, todos los partidos representados en el parlamento de Cataluña hicieron una petición al Congreso de Madrid con el fin de que adoptara el mismo consenso político que en Cataluña. Caterina Mieras, (PSC) particularmente declaró que los estudios científicos habían mostrado que el cannabis era una medicina inofensiva y que «El margen de tolerancia es elevado».
Proyectos similares son lanzados durante la mismo período en otras regiones de España como Andalucía. Poco después, esto se procesan en los parlamentos regionales de Aragón y en las Islas Baleares votado unánimemente para una ley a favor de la legalización de la venta de cannabis terapéutico con el fin de incitar el gobierno central de Madrid a hacerlo también.
El 24 de octubre de 2001, el Ministerio de Sanidad anuncia haber dado su acuerdo para realizar ensayos clínicos con sustancias del cannabis sobre enfermos. Estos ensayos examinan entre otras cosas los efectos del THC sobre los pacientes enfermos de glioblastoma, un tipo de tumor cerebral agresivo para el cual no existe tratamiento eficaz. Este estudio es el primero en estudiar la aplicación intercraneana del THC, la aplicación directa en el cerebro. Este estudio, empezado en marzo de 2002 en el Hospital Universitario de Canarias (en La Laguna, Tenerife), es dirigida por el doctor neurocirujano Luis González Feria y vuelve a la continuación lógica de los estudios llevados a cabo dos años antes por el doctor Manuel Guzmán.

#### 2003: venta en farmacias catalanas
En diciembre del 2003, es el turno de los farmacéuticos de Barcelona de informar acerca de la legalización del cannabis terapéutico. Según Rafael Borràs, un representante de la Asociación de los farmacéuticos de Barcelona, Una encuesta llevada sobre más de 100 pacientes organizada por esta asociación está en proceso con el fin de evaluar la eficacia de la automedicación con cannabis, examinar las razones del uso terapéutico del cannabis, sus efectos y el modo en el que los participantes de la encuesta se proporcionan este producto
Hasta este día, solo el nabilone, un derivado sintético del THC importado por el Reino unido, puede ser prescrito por los médicos españoles. Rafael Borràs le propone al gobierno de Cataluña hacer disponible en farmacias el cannabis «con un control estricto y una prescripción médica», según el modelo de los Países Bajos que allí está desde 2003, el primer país que ha legalizado la venta de cannabis en farmacias. La presidenta de la Federación de las Farmacias Españolas, Isabel Valleja sostiene el proyecto piloto lanzado por la asociación barcelonesa. Añade que a partir del momento en que una sustancia presenta un interés terapéutico y puede revelarse benéfica para la salud de los pacientes, entonces «debe ser estudiado seriamente».
Poco después en enero de 2004, el gobierno catalán anuncia que no esperará más la luz verde del gobierno central y que autorizará la cultura del cannabis para la investigaciones científicas. Marina Geli, consejera de salud catalana, añade que esta autorización será librada sólo para proyectos científicos, citando por ejemplo a investigadores de la Universidad de Barcelona interesados en la realización de un estudio clínico sobre el cannabis. El mismo gobierno anuncia un año más tarde, en febrero de 2005, que preve hacer disponible el cannabis para pacientes gravemente enfermos en el marco de un estudio piloto llevado a cabo por 4 hospitales y 60 farmacias catalanas.
Según un sondeo realizado en mayo del 2005 por la Unión española de las Farmacias (Club de Farmacias), una mayoría de las farmacias españolas sostiene que la distribución de cannabis terapéutico a través de las farmacias. Solo el 11% de las farmacias implantadas en España no distribuyen en ningún caso el producto.

#### 2005: nabiximols
En respuesta a la reciente comercialización en Canadá del Sativex, la primera medicina creada a partir del cannabis en venta, por la compañía GW Pharmaceuticals, estudios fuera de clínicas son lanzados en España, cerca de 600 pacientes entonces están implicados en estudios clínicos que pretenden tratar diferentes patologías por medio del extracto de cannabis Sativex. Los pacientes que sufren de cáncer, de trastornos neurológicos o de sida son incluidos en los estudios llevados por seis hospitales catalanes que participan en este programa. El 8 de noviembre, la misma empresa declara haber obtenido un acuerdo con los servicios sanitarios del gobierno regional de Cataluña con el fin de distribuir Sativex en el marco de este estudio fuera de una clínica. Este programa es financiado por la consejería de la salud catalana y coordinado por el Instituto Catalán de Farmacología y seis hospitales de la región.
En junio de 2006, el British Journal of Cancer publicó los resultados de un estudio que acababa de acabar el hospital de Tenerife sobre nueve pacientes con un tumor severo y cerebral (glioblastoma). Una terapia a base de THC fue efectuada después de que los pacientes hubieran intentado en vano otras terapias convencionales como intervenciones quirúrgicas o radioterapias. Los investigadores concluyeron que el THC «no había favorecido la evolución tumoral ni reducía el tiempo de supervivencia de los pacientes», sin embargo el estudio no fue bastante completo, según estos investigadores, con el fin de determinar si la utilización del THC alargó el tiempo de supervivencia de los pacientes.
Poco después, en agosto de 2006 la empresa GW Pharmaceuticals anuncia dos nuevos estudios clínicos (fase III) realizados conjuntamente de en América del Norte, Gran Bretaña, en Canadá, Francia, República Checa y España. El primer estudio es realizado con el fin de conocer los efectos del cannabis sobre pacientes con un cáncer adelantado, en su casa con tratamientos a base de opiáceos, como la morfina, ya que no podían aliviar los dolores. El segundo estudio concierne a personas con esclerosis múltiple y quienes sufren de dolores neuroparicos centrales. En ese mismo instante, los resultados prometedores de un estudio precedente sobre Sativex como tratamiento de la esclerosis múltiple son publicados en la revista Neurology.

#### 2006: clubs cannábicos y otros desarrollos
Varios clubs de cannabis terapéutico con fines no lucrativos recientemente creados por asociaciones de personas que cultivan cannabis con el fin de revendérselo a precios de fábrica a sus miembros, son declarados inocente por los tribunales de Cataluña y del País Vasco en agosto de 2006. Un tribunal de Bilbao en el País Vasco declaró inocente a cuatro miembros de uno de estos clubs, antes acusados de haber cultivado ilegalmente 150 kg de cannabis sobre pie (correspondiente a 17,4 kg de cannabis secado).
En septiembre de 2006, GW Pharmaceuticals anuncia que se hicieron peticiones que autorizaran la venta en el mercado de Sativex en cuatro países europeos (Gran Bretaña, España, Dinamarca y Países Bajos) para las personas con esclerosis múltiple.
El 20 de octubre, el Comité de Sanidad Pública de Cataluña presentó los primeros resultados del estudio sobre la utilización terapéutica del extracto de cannabis Sativex entre pacientes que sufrían de enfermedades diversas y crónicas, entre las que estuvieron esclerosis múltiple, neuropatías, pérdida de peso y del apetito. Fue una de las pruebas efectuadas, sobre 123 participantes, el 65 % de pacientes observaron un mejoramiento de la calidad de vida y una reducción de los dolores. En cuanto a otro 35%, interrumpieron la terapia a causa de los efectos secundarios del tratamiento, particularmente los vértigos, de la sequedad de la boca y del cansancio.
Según los médicos que supervisaban estos experimentos, demostraron que el cannabis podía representar un tratamiento alternativo para «pacientes que sufren de enfermedades crónicas de orígenes diversos y que en su casa los tratamientos no son bastante eficaces y, por consiguiente, disminuía la calidad de vida».

### Usos no-psicoactivos (cáñamo industrial)
La legislación española y europea autorizan el cultivo de cannabis para fines industriales, no-psicoactivas. La producción en este contexto es legal y se regula por el Real Decreto 1729/1999 de 12 noviembre[actualizar] por el que se establecen las normas para la solicitud y concesión de las ayudas al lino textil y al cáñamo, siempre y cuando se cultiven las siguientes variedades:
Beniko. Bialobrzeskie. Carmagnola. Cs. Delta-Llosa. Delta 405. Dioïca 88. Épsilon 68. Fasamo. Fédora 17. Fédora 19. Fedrina 74. Félina 32. Félina 34. Ferimón. Fibranova. Fibrimón 24. Fibrimón 56. Futura. Futura 75. Juso 14. Kompolti. Lovrin 110. Santhica 23. Uso 31.

### Lectura complementaria
- Marín Gutiérrez, Isidro (2008). «La cultura "cannábica" en España (1991-2007)». Análisis socioantropológico de un nuevo tipo de movimiento social (Editorial de la Universidad de Granada, Departamento de Antropología Social). ISBN 978-84-691-4093-2. (tesis doctoral)